# Åmot kommune
Åmot er en kommune i Innlandet fylke i Norge. Den grænser i nord til Rendalen, i øst til Trysil, i syd til Elverum, i sydvest til Løten, Hamar og Ringsaker, og i vest til Stor-Elvdal. Kommunen har fået navnet Åmot ("åmøde") fordi de to elve Glomma og Rena mødes her. Åmot har 4 skoler: Åmot ungdomsskole og Rena Børneskole som ligger på kommunecenteret Rena samt Deset Opvækstcenter og Osen Opvækstsenter som ligger henholdsvis på Deset og Osen. Højeste punkt  er Hemmelkampen der er 1.061 moh. Kommunen  havde 
4.368 indbyggere i 2019.